# Bantamvikt i fristil i brottning vid olympiska sommarspelen 1996
Herrarnas brottningsturnering i fristil i viktklassen bantamvikt vid olympiska sommarspelen 1996 avgjordes i Atlanta i Georgia World Congress Center. 

## Medaljörer
| Klass      | Guld                | Silver                   | Brons                   |
| Bantamvikt | Kendall Cross · USA | Guivi Sissaouri · Kanada | Ri Yong-Sam · Nordkorea |

## Resultat
Guld- och silvermedaljörerna korades genom en klassisk turnering där vinnaren i finalen erhöll guld, och förloraren silver. Förlorarna från omgång ett fram till semifinalen fick återkvala och vinnaren fick till slut brons.
- TO — Vinst genom fall

### Huvudtabell

#### Runda 1
| Brottare 1                      | Poäng  | Brottare 2             |
| ------------------------------- | ------ | ---------------------- |
| Mohammad Talaei (IRI)           | 4 - 1  | Arif Abdullayev (AZE)  |
| Damir Zakhartdinov (UZB)        | 5 - 3  | Aslanbek Fidarov (UKR) |
| Nazim Alidzhanov (MDA)          | 8 - 10 | Artur Fyodorov (KAZ)   |
| Tserenbaataryn Tsogtbayar (MGL) | 3 - 8  | Guivi Sissaouri (CAN)  |
| Bagavdin Umakhanov (RUS)        | 4 - 0  | Michele Liuzzi (ITA)   |
| Bogdan Ciufulescu (ROU)         | 0 - 10 | Sanshiro Abe (JPN)     |
| Kendall Cross (USA)             | 10 - 0 | Talata Embalo (GBS)    |
| Ri Yong-Sam (PRK)               | 3 - 0  | Harun Doğan (TUR)      |
| Cory O'Brien (AUS)              | 0 - 10 | Serafim Barzakov (BUL) |
| Alejandro Puerto (CUB)          | 3 - 4  | Šaban Trstena (MKD)    |
| Aleksandr Guzov (BLR)           |        | Bye                    |

#### Åttondelsfinaler
| Brottare 1               | Poäng | Brottare 2               |
| ------------------------ | ----- | ------------------------ |
| Aleksandr Guzov (BLR)    | 5 - 3 | Mohammad Talaei (IRI)    |
| Damir Zakhartdinov (UZB) | 3 - 1 | Artur Fyodorov (KAZ)     |
| Guivi Sissaouri (CAN)    | 1 - 1 | Bagavdin Umakhanov (RUS) |
| Sanshiro Abe (JPN)       | 2 - 4 | Kendall Cross (USA)      |
| Ri Yong-Sam (PRK)        | 5 - 1 | Serafim Barzakov (BUL)   |
| Šaban Trstena (MKD)      |       | Bye                      |

#### Kvartsfinaler
| Brottare 1               | Poäng | Brottare 2            |
| ------------------------ | ----- | --------------------- |
| Šaban Trstena (MKD)      | 7 - 3 | Aleksandr Guzov (BLR) |
| Damir Zakhartdinov (UZB) | 0 - 8 | Guivi Sissaouri (CAN) |
| Kendall Cross (USA)      |       | Bye                   |
| Ri Yong-Sam (PRK)        |       | Bye                   |

#### Semifinaler
| Brottare 1          | Poäng  | Brottare 2            |
| ------------------- | ------ | --------------------- |
| Šaban Trstena (MKD) | 1 - 4  | Guivi Sissaouri (CAN) |
| Kendall Cross (USA) | 12 - 2 | Ri Yong-Sam (PRK)     |

#### Final
| Brottare 1            | Poäng | Brottare 2          |
| --------------------- | ----- | ------------------- |
| Guivi Sissaouri (CAN) | 3 - 5 | Kendall Cross (USA) |

### Återkval

#### Omgång 2
| Brottare 1             | Poäng  | Brottare 2                      |
| ---------------------- | ------ | ------------------------------- |
| Arif Abdullayev (AZE)  | 11 - 0 | Aslanbek Fidarov (UKR)          |
| Nazim Alidzhanov (MDA) | 7 - 6  | Tserenbaataryn Tsogtbayar (MGL) |
| Michele Liuzzi (ITA)   | 5 - 1  | Bogdan Ciufulescu (ROU)         |
| Talata Embalo (GBS)    | TO     | Harun Doğan (TUR)               |
| Cory O'Brien (AUS)     | 1 - 9  | Alejandro Puerto (CUB)          |

#### Omgång 3
| Brottare 1             | Poäng | Brottare 2               |
| ---------------------- | ----- | ------------------------ |
| Arif Abdullayev (AZE)  | 4 - 3 | Nazim Alidzhanov (MDA)   |
| Michele Liuzzi (ITA)   | 0 - 4 | Harun Doğan (TUR)        |
| Alejandro Puerto (CUB) | 0 - 5 | Mohammad Talaei (IRI)    |
| Artur Fyodorov (KAZ)   | 2 - 5 | Bagavdin Umakhanov (RUS) |
| Sanshiro Abe (JPN)     | 5 - 3 | Serafim Barzakov (BUL)   |

#### Omgång 4
| Brottare 1               | Poäng | Brottare 2               |
| ------------------------ | ----- | ------------------------ |
| Arif Abdullayev (AZE)    | 1 - 3 | Harun Doğan (TUR)        |
| Mohammad Talaei (IRI)    | 1 - 0 | Bagavdin Umakhanov (RUS) |
| Sanshiro Abe (JPN)       | 5 - 6 | Aleksandr Guzov (BLR)    |
| Damir Zakhartdinov (UZB) |       | Bye                      |

#### Omgång 5
| Brottare 1               | Poäng | Brottare 2            |
| ------------------------ | ----- | --------------------- |
| Damir Zakhartdinov (UZB) | 2 - 4 | Mohammad Talaei (IRI) |
| Harun Doğan (TUR)        | 3 - 0 | Aleksandr Guzov (BLR) |

#### Omgång 6
| Brottare 1            | Poäng | Brottare 2        |
| --------------------- | ----- | ----------------- |
| Šaban Trstena (MKD)   | 2 - 3 | Harun Doğan (TUR) |
| Mohammad Talaei (IRI) | TO    | Ri Yong-Sam (PRK) |

#### Bronsmatch
| Brottare 1        | Poäng | Brottare 2        |
| ----------------- | ----- | ----------------- |
| Harun Doğan (TUR) | 0 - 3 | Ri Yong-Sam (PRK) |